# Tarragonès

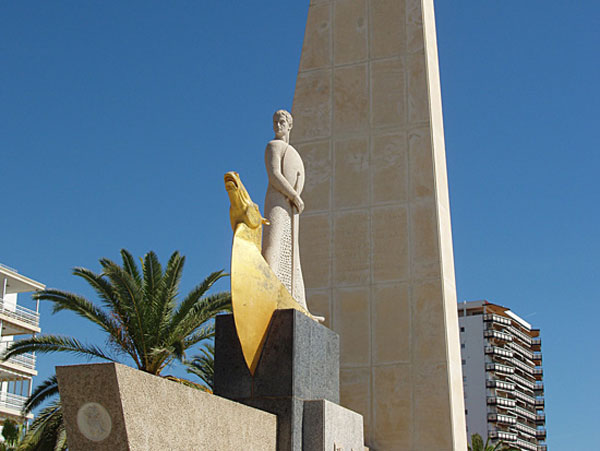
Salou – I.Jakab emlékműve

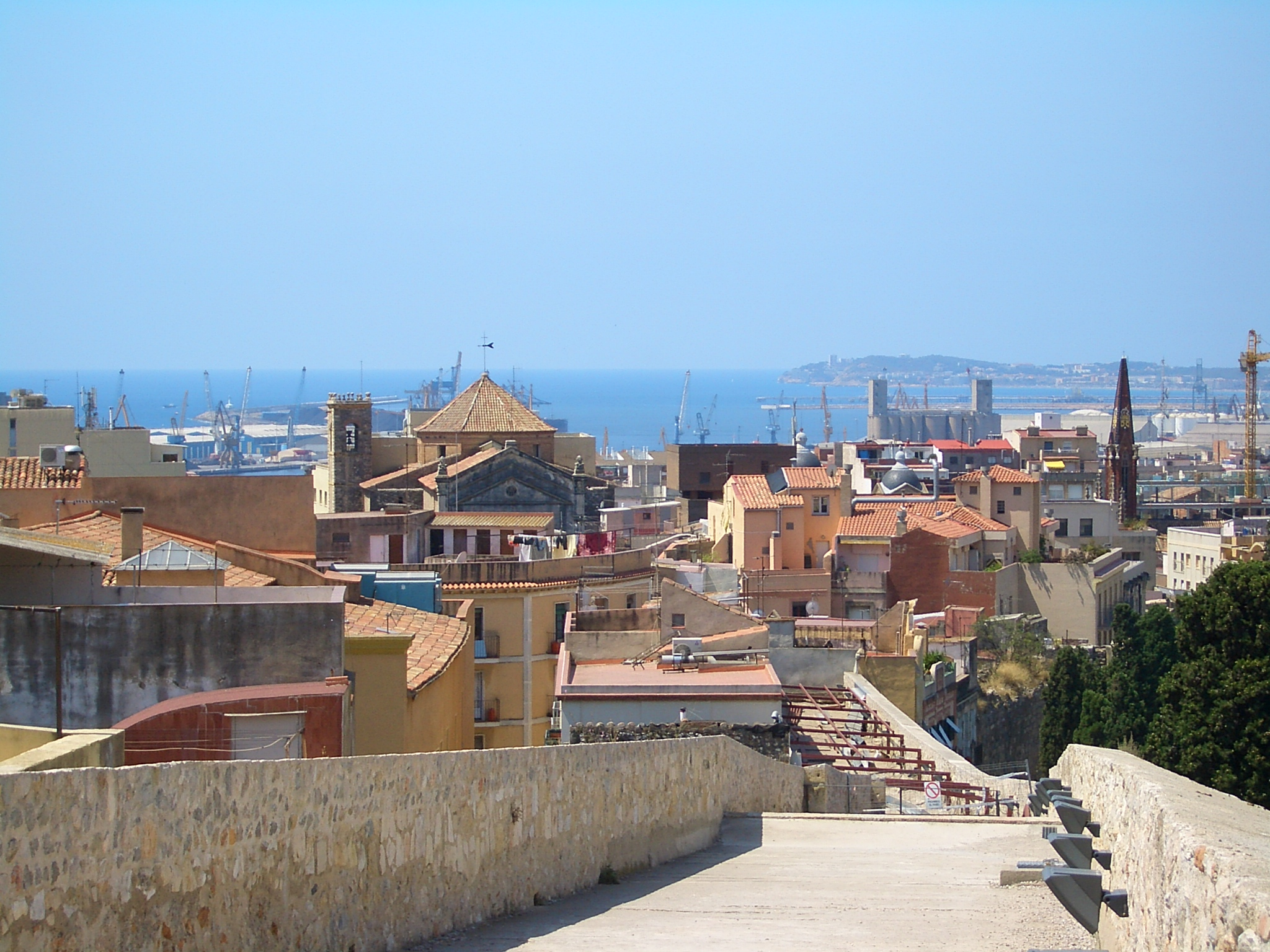
Tarragona

Tarragonès (spanyolul Tarragonés) járás (comarca) Katalóniában, az azonos nevű tartományban. A népesség több mint 60%-a, mintegy 110 ezer fő a székhelyen, Tarragonában él. Tarragonès Alt Camp, Baix Camp és Baix Penedès comarcákkal határos.

## Települések
A települések utáni szám a népességet mutatja. Az adatok 2001 szerintiek.
- Altafulla – 3 293
- El Catllar – 2 594
- Constantí – 5 084
- Creixell – 2 086
- El Morell – 2 332
- La Nou de Gaià – 406
- Els Pallaresos – 2 701
- Perafort – 613
- La Pobla de Mafumet – 1 194
- La Pobla de Montornès – 1 522
- Renau – 58
- La Riera de Gaià – 1 034
- Roda de Berà – 3 639
- Salomó – 377
- Salou – 14 164
- La Secuita – 1 153
- Tarragona – 113 129
- Torredembarra – 11 187
- Vespella de Gaià – 210
- Vila-seca – 13 353
- Vilallonga del Camp – 1 245